# Sixty Six to Timbuktu
A Sixty Six to Timbuktu nem csak egy válogatásalbum és nem csak a legjobb dalok gyűjteménye, hanem Robert Plant karrierjének története 1966-tól egészen 2003-ig (a lemez megjelenésének éve). Épp úgy találunk rajta ’66-os felvételt, mint a 2003-ban Maliban a Festival in the Desert (Fesztivál a sivatagban) keretében felvett anyagot. A 2003. november 4-én megjelent Sixty Six to Timbuktu első lemeze Plant nyolc szóló lemezének dalait tartalmazza, míg a második lemezen ritkaságokat találunk. A jól ismert dalai közül néhányat kihagytak ebből a kibocsátásból, ilyen például az In The Mood, a Rockin at Midnight, a Burning Down One Side, és a Hurting Kind (I’ve Got My Eyes on You).

## Számok listája

### 1. Lemez
1. Tie Dye on the Highway (Chris Blackwell, Robert Plant) – 5:09
2. Upside Down (David Barratt, Phil Johnstone) – 4:10
3. Promised Land (Johnstone, Plant) – 4:59
4. Tall Cool One (Johnstone, Plant) – 4:37
5. Dirt in a Hole (Justin Adams, John Baggot, Clive Dreamer, Charlie Jones, Robert Plant, Porl Thompson) – 4:44
6. Calling to You (Blackwell, Plant) – 5:49
7. 29 Palms" (Blackwell, Doug Boyle, Johnstone, Jones, Plant) – 4:51
8. If I Were a Carpenter (Tim Hardin) – 3:47
9. Sea of Love (Phillip Baptiste, George Khoury) – 3:04
10. Darkness, Darkness (Jesse Colin Young) – 5:03
11. Big Log (Robbie Blunt, Plant, Jezz Woodroffe) – 5:03
12. Ship of Fools (Johnstone, Plant) – 4:58
13. I Believe (Johnstone, Plant) – 4:54
14. Little By Little (Plant, Woodroffe) – 4:41
15. Heaven Knows (David Barratt, Phil Johnstone) – 4:04
16. Song to the Siren (Larry Beckett, Tim Buckley) – 4:06

### 2. Lemez
1. You'd Better Run (Eddie Brigati, Felix Cavaliere) – 2:29
2. Our Song (Umberto Bindi/Califano/Clarke) – 2:31
3. Hey Joe (Demo Version) (Billy Roberts) – 4:58
4. For What It's Worth (Demo Version) (Stephen Stills) – 3:30
5. Operator (Alexis Korner, Steve Miller, Plant)  – 4:36
6. Road to the Sun (Barriemore Barlow, Robbie Blunt, Phil Collins, Paul Martinez, Plant, Woodroffe) – 5:35
7. Philadelphia Baby (Charlie Rich) – 2:13
8. Red Is for Danger (Robin George) – 3:38
9. Let's Have a Party (Jessie Mae Robinson) – 3:40
10. Hey Jayne (Jones, Plant) – 5:23
11. Louie, Louie (Richard Berry) – 2:52
12. Naked if I Want To (Jerry Miller) – 0:46
13. 21 Years (Plant, Rainer Ptacek) – 3:30
14. If It's Really Got to Be This Way (Arthur Alexander, Donnie Fritts, Gary Nicholson) – 3:59
15. Rude World (Ptacek) – 3:45
16. Little Hands (Skip Spence) – 4:19
17. Life Begin Again (Simon Emmerson, Iarla Ó Lionáird, Mass, James McNally, Martin Russell) – 6:19
18. Let the Boogie Woogie Roll (Ahmet Ertegün, Jerry Wexler) – 2:36
19. Win My Train Fare Home (Live) (Adams, Baggott, Dreamer, Jones, Plant, Thompson) – 6:15

## Külső hivatkozások
- Robert Plant hivatalos honlapja